# Louchats
Louchats település Franciaországban, Gironde megyében. Lakosainak száma 697 fő (2022. január 1.). Louchats Cabanac-et-Villagrains, Guillos, Hostens, Origne, Saint-Magne, Saint-Symphorien és Le Tuzan községekkel határos.

## Népesség
A település népességének változása:
| Lakosok száma | 307  | 300  | 425  | 683  | 722  | 727  | 724  | 730  | 725  | 697  |
|               | 1968 | 1982 | 1990 | 2006 | 2013 | 2015 | 2017 | 2019 | 2020 | 2022 |